# Секачи (фильм)
«Секачи» (англ. The Choppers) — американский чёрно-белый фильм 1961 года режиссёра Ли Джейсона. Продюсер/сценарист фильма Арч Холл-старший исполнил камео репортёра Джима Брэдфорда. В фильм вошли три песни актёра Арч Холла-младшего, также сыгравшего роль в фильме.

## Сюжет
В одном американском городишке орудует банда подростков, которая за считанные минуты разбирает автомобили на запчасти и продаёт их местному владельцу свалки автомобилей «Лосю» Макджиллу. За варварский способ демонтажа они получили название «Секачи». Главарь банды Джек «Патрульный» Брайан, которого вырастила обеспеченная мать и у которого есть свой хот-род. Брайан катается по шоссе и высматривает поломавшиеся машины. Затем по рации сообщает остальным четверым, и, пока её водитель отправляется в авто мастерскую, «Секачи» приезжают на пикапе и разбирают их.
Полиция и страховая компания начинают расследование и выйдя на след преступников устраивают им ловушку. Чтобы скрыться от погони, «Секачи» заезжают к Макджиллу, который встречает их с ружьём в руках и велит убираться. В завязавшейся перестрелке погибает Макджил, его помощник «Ковбой», полицейский и двое «секачей», и оставшиеся трое скрываются от полиции на свалке.

## Актёры
| Актёр            | Роль                               |
| ---------------- | ---------------------------------- |
| Арч Холл-младший | Джек «Патрульный» Брайан           |
| Мэриэнн Габа     | Лиз                                |
| Роберт Пэджет    | Торч Лестер                        |
| Том Браун        | Том Харт                           |
| Берр Мидлтон     | Тони «Снупер» Панилли              |
| Рекс Холмен      | Флип Джонсон                       |
| Чак Барнс        | Бен Шор                            |
| Уильям Шоу       | лейтенант Фрэнк Флеминг            |
| Бруно Весота     | «Лось» Макджилл                    |
| Бритт Вуд        | «Ковбой» Боггс                     |
| Ди Ди Грин       | Цыган                              |
| Ричард Коул      | отец Торча                         |
| Патрик Хоули     | офицер Дженкс                      |
| Арч Холл-старший | Джим Брэдфорд (в титрах не указан) |

## Производство
Фильм был снят в 1959 году, но выпущен лишь в 1961. Это случилось потому что продюсер Арч Холл-старший не смог найти дистрибьюторов, контракт с которыми позволил бы ему покрыть затраты на производство. Когда он выпустил свой второй фильм «Дикарь» он объединил оба фильма и предложил их дистрибьюторам в качестве двойного сеанса, таким образом он получил контракт, покрывший производственные издержки обоих фильмов.